# برونو ماتی
برونو ماتی (ایتالیایی: Bruno Mattei؛ ۳۰ ژوئیهٔ ۱۹۳۱ – ۲۱ مهٔ ۲۰۰۷) یک کارگردان، فیلم‌نامه‌نویس و تدوین‌گر اهل ایتالیا بود. وی بین سال‌های ۱۹۶۲ تا ۲۰۰۷ میلادی فعالیت می‌کرد.
از جمله فیلم‌های او می‌توان به دختران اس‌اس، سکس تباه، دنیای خشن، اِوایِ سیاه، خشونت در زندان زنان، قتل‌عام در زندان زنان، ۹۹ زن، انتقام امانوئل، شب‌های پورنو در سراسر جهان، امانوئل و شب‌های پورنو در جهان، شماره ۲، مکان قرار ملاقات و آپاچی سفید اشاره کرد.